# Mamerthes orionalis
Mamerthes orionalis là một loài bướm đêm trong họ Noctuidae.